# Хаджибей (Усатове)
Футбольний клуб «Хаджибей» Усатове — український аматорський футбольний клуб із селища Усатове Одеського району Одеської області, заснований у 2003 році. Виступає у Чемпіонаті та Кубку Одеської області. Домашні матчі приймає на Центральному стадіоні.

## Досягнення
- Чемпіонат Одеської області
  - Чемпіон: 2016, 2020
  - Срібний призер: 2014, 2015, 2018, 2019
- Кубок Одеської області
  - Володар: 2019, 2020
  - Фіналіст: 2014.